# Teucholabis (Teucholabis) sigmoidea
Teucholabis (Teucholabis) sigmoidea is een tweevleugelige uit de familie steltmuggen (Limoniidae). De soort komt voor in het Neotropisch gebied.